# Tantiaka-Yamba
Ne doit pas être confondu avec Tantiaka-Kouadigou.
Tantiaka-Yamba est une commune rurale située dans le département de Yamba de la province du Gourma dans la région de l'Est au Burkina Faso.

## Géographie
Tantiaka-Yamba est situé à 7,5 km au Sud-Ouest de Yamba, le chef-lieu du département, et à 3,5 km au Sud-Est de Nayouri. La commune est traversée la route nationale 18.

## Santé et éducation
Le centre de soins le plus proche de Tantiaka-Yamba est le centre de santé et de promotion sociale (CSPS) de Nayouri.